# هنري من بورغندي
هنري البورغندي (1035 - 27 يناير 1074/70) لُقب بـ الباسل، هو الابن البكر لروبرت الأول دوق بورغندي وهيلي دي سيمور، بالتالي هو حفيد ملك فرنسا روبرت الثاني، لم يصبح دوق بورغندي لأنه توفي قبل والده، أصبح اثنان من أولاده دوقين لبورغندي خلَفاً لجدهم هيو الأول وأودو الأول، بينما أصبح ابنه الأصغر هنري كونتاً للبرتغال من خلال زواجه من إحدى بنات ألفونسو السادس ملك قشتالة، وأصبح أحفاده لاحقاً ملوك البرتغال.